# Magazine
Magazine — британський пост-панковий гурт, утворений 1977 року в Манчестері. До першого складу гурту ввійшли: Говард Девото (Howard Devoto), справжнє ім'я Говард Треффорд (Howard Trafford) — вокал; Джон Макгоч (John McGeoch) — гітара, саксофон, клавішні, вокал; Боб Дікінсон (Bob Dickinson) — клавішні; Беррі Адамсон (Barry Adamson) — бас, вокал та Мартін Джексон (Martin Jackson) — ударні.
Залишивши панк-рокову формацію Buzzcocks, Говард Девото у квітні 1977 року познайомився з гітаристом Джоном Макгочем, з яким разом почав писати твори. Обидва також вирішили утворити гурт і підшукали собі для співпраці Дікінсона, Адамсона та Джексона, давши гурту назву Magazine.
Дебютний виступ відбувся 2 жовтня 1977 року в манчестерському «Electric Circus», де їх суворий ритм з ліричною грою на клавішних виявилися сильним контрастом до пануючої у цей період музики. Наприкінці того ж року Magazine уклали угоду з фірмою «Virgin», однак вже у лютому 1978 року своїх колег залишив Дікінсон.
Записаний квартетом дебютний сингл «Shot By Both Sides» потрапив до британського чарту, а також отримав непогані рецензії по обидва боки Атлантики. Перед записом дебютного альбому «Real Life» до складу гурту приєднався клавішник Дейв Формюла (Dave Formula). Після першого концертного турне у жовтні 1978 року місце Дікінсона зайняв Джон Дойл (John Doyle).
Новим складом гурт записав другий альбом «Secondhand Daylight», який відрізнявся від попереднього ще щедрішими клавішними, спокійним ритмом та «обтічною» лірикою Девото. Однак незважаючи на амбіційність цієї роботи, платівка була погано сприйнята критиками. Після запису лонгплея «The Correct Use Of Soap», який з'явився на початку 1980 року, ще у грудні 1979 року гурт залишив Макгоч і приєднався до Siouxsie & The Banshees, a його місце зайняв колишній учасник Neo та Ultravox Робін Саймон (Robin Simon).
Влітку 1980 року Magazine видали сингл «Sweetheart Contract», який потрапив до британського чарту, ставши другим і останнім хітом у кар'єрі гурту. Тим часом Адамсон та Формюла разом з Макгочем встигли взяти участь у проекті Стіва Стренджа Visage. Незабаром Magazine вирушили в турне Америкою та Австралією, яке відбиває альбом «Play», а після його завершення групу залишив Саймон. Новим гітаристом став екс-Amazorblades Бен Менделсон (Ben Mendelson). Цим складом було записано альбом «Magic, Murder & The Weather», який виявився останньою роботою гурту.
У травні 1981 року Девото вирішив розпочати сольну кар'єру і, попри те, що до Magazine повернувся Джон Макгоч, група припинила свою діяльність.

## Дискографія
- 1978: Real Life
- 1979: Secondhand Daylight
- 1980: The Correct Use Of Soap
- 1980: Play
- 1980: Sweetheart Contract (EP)
- 1981: Magic, Murder & The Weather
- 1981: About The Weather
- 1982: After The Fact
- 1987: Rays & Hail (1978 — 1981)
- 1990: Scree (Rarities 1978 — 1981)
- 1993: BBC Radio 1 Live In Concert

### Беррі Адамсон
- 1989: Moss Side Story